# Cavriglia
Cavriglia – miejscowość i gmina we Włoszech, w regionie Toskania, w prowincji Arezzo.
Według danych na styczeń 2009 gminę zamieszkiwały 9282 osoby przy gęstości zaludnienia 152,5 os./1 km².